# Fouchères-aux-Bois
Fouchères-aux-Bois és un municipi francès situat al departament del Mosa i a la regió del Gran Est. L'any 2007 tenia 138 habitants.

## Demografia

### Població
El 2007 la població de fet de Fouchères-aux-Bois era de 138 persones. Hi havia 60 famílies, de les quals 12 eren unipersonals (12 dones vivint soles i 12 dones vivint soles), 20 parelles sense fills, 16 parelles amb fills i 12 famílies monoparentals amb fills.
La població ha evolucionat segons el següent gràfic:
Habitants censats

### Habitatges
El 2007 hi havia 66 habitatges, 58 eren l'habitatge principal de la família, 6 eren segones residències i 2 estaven desocupats. Tots els 66 habitatges eren cases. Dels 58 habitatges principals, 48 estaven ocupats pels seus propietaris, 9 estaven llogats i ocupats pels llogaters i 1 estava cedit a títol gratuït; 5 tenien tres cambres, 13 en tenien quatre i 40 en tenien cinc o més. 48 habitatges disposaven pel capbaix d'una plaça de pàrquing. A 27 habitatges hi havia un automòbil i a 27 n'hi havia dos o més.

### Piràmide de població
La piràmide de població per edats i sexe el 2009 era:
| Homes | Edats   | Dones |
| ----- | ------- | ----- |
| 0     | 95 o +  | 0     |
| 4     | 90 a 94 | 0     |
| 0     | 85 a 89 | 0     |
| 0     | 80 a 84 | 4     |
| 0     | 75 a 79 | 4     |
| 4     | 70 a 74 | 0     |
| 4     | 65 a 69 | 8     |
| 8     | 60 a 64 | 4     |
| 0     | 55 a 59 | 8     |
| 8     | 50 a 54 | 0     |
| 0     | 45 a 49 | 8     |
| 4     | 40 a 44 | 0     |
| 12    | 35 a 39 | 8     |
| 0     | 30 a 34 | 4     |
| 4     | 25 a 29 | 8     |
| 0     | 20 a 24 | 0     |
| 0     | 15 a 19 | 0     |
| 0     | 10 a 14 | 0     |
| 8     | 5 a 9   | 4     |
| 4     | 0 a 4   | 4     |

## Economia
El 2007 la població en edat de treballar era de 85 persones, 53 eren actives i 32 eren inactives. De les 53 persones actives 51 estaven ocupades (28 homes i 23 dones) i 2 estaven aturades (1 home i 1 dona). De les 32 persones inactives 15 estaven jubilades, 6 estaven estudiant i 11 estaven classificades com a «altres inactius».

### Ingressos
El 2009 a Fouchères-aux-Bois hi havia 63 unitats fiscals que integraven 143,5 persones, la mediana anual d'ingressos fiscals per persona era de 17.057 €.

### Activitats econòmiques
Dels 3 establiments que hi havia el 2007, 1 era d'una empresa de fabricació d'altres productes industrials, 1 d'una empresa de transport i 1 d'una empresa classificada com a «altres activitats de serveis».

## Poblacions més properes
El següent diagrama mostra les poblacions més properes.